# Srednjeevropski čas
| vijolična   | Zahodnoevropski čas - WET (UTC±0) Zahodnoevropski poletni čas - WEST (UTC+1) |
| temno modra | Zahodnoevropski čas - WET (UTC±0)                                            |
| rdeča       | Srednjeevropski čas - CET (UTC+1) Srednjeevropski poletni čas - CEST (UTC+2) |
| bež         | Vzhodnoevropski čas - EET (UTC+2) Vzhodnoevropski poletni čas - EEST (UTC+3) |
| rumena      | Kaliningrajski čas - KT (UTC+2)                                              |
| zelena      | Moskovski čas - FET/MT (UTC+3)                                               |

Srédnjeevrópski čàs (angleško Central European Time, CET) je eno izmed imen časovnega pasu, ki je eno uro pred univerzalnim koordiniranim časom. Uporablja se v večini evropskih (tudi v Sloveniji) in nekaterih severnoafriških državah. Časovni zamik je ob standardnem času UTC+1 in ob poletnem času UTC+2.